# りょうけん座アルファ星
りょうけん座α星は、りょうけん座で最も明るい恒星で3等星。春のダイヤモンドを形成する恒星の1つでもある。

## 特徴

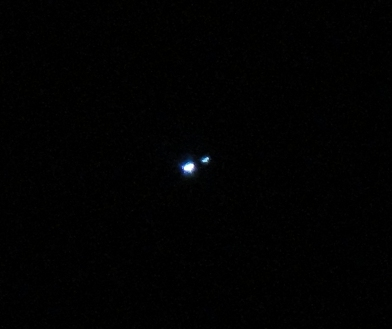
2011年3月1日に、イギリスで撮影されたりょうけん座α星

この星は実視連星で、合わせた視等級は約2.8等である。2つの星は約20″離れていて、小さな望遠鏡で容易に分離して見ることができる。
主星のα2星はりょうけん座α2型変光星の典型的なもので強力な磁場を持っている（おおぐま座ε星を参照）。磁場の強さは、地球の約1500倍である。主系列星としては最も磁場の強い部類。ケイ素や、水銀や、ユウロピウムなどが、局所的に多い。表面に浮かぶこれらの元素以外を、使い果たしてしまっているためであると考えられる。また、鉄が豊富に存在する金属線星のようである。表面上で元素が分離することに、磁場が関連していると考えられる。磁場の原因は分かっていない。この磁場により、スペクトル線の強い部分が自転につれて見えたり見えなかったりするため変光し、その光度は5.47日周期で+2.84から+2.94まで変化する。

## 名称
バイエル符号α Canum Venaticorum （略称はα CVn）。α2星の固有名コル・カロリ (Cor Caroli) は、ラテン語で「チャールズの心臓」という意味である。
この「チャールズ」が示す人物については、チャールズ2世のイングランドへの帰還と即位を称えてエドモンド・ハレーが命名したとする説が流布されている。だが、チャールズ2世即位の際にはハレーはわずか3歳の子供であり、信憑性がない。「コル・カロリ」の名が初めて登場した1673年の文献には Cor Caroli Regis Martyris  (迫害された王チャールズの心臓) と書かれていることから、これはチャールズ2世ではなく、父のチャールズ1世のことを指すとするのが妥当である。
2016年7月20日、国際天文学連合の恒星の命名に関するワーキンググループ (Working Group on Star Names, WGSN) は、Cor Caroli をα2星の固有名として正式に承認した。